# KC-130 (航空機)
KC-130
アメリカ海兵隊のKC-130J
- 用途：戦術輸送, 空中給油
- 分類：輸送機, 空中給油機
- 製造者：ロッキード（現ロッキード・マーティン）社
- 運用者

  -  アメリカ合衆国（海兵隊）
  -  アルゼンチン（空軍）
  -  イスラエル（空軍）
  -  インドネシア（空軍）
  -  日本（航空自衛隊）
  -  サウジアラビア（空軍）
  -  シンガポール（空軍）
  -  スウェーデン（空軍）
  -  スペイン（空軍）
  -  ブラジル（空軍）
  -  モロッコ（空軍）
- 初飛行：1960年1月22日 (KC-130F)
- 生産数：　
KC-130B: 2機
KC-130F: 46機
KC-130H: 33機
KC-130R: 14機
KC-130T: 28機
KC-130J: 53機
- 運用開始：　
KC-130F: 1962年
KC-130R: 1976年
KC-130T: 1983年
KC-130J: 2004年
- 退役：　
KC-130F: 2006年
KC-130R: 2007年
KC-130T: 2021年
- 運用状況：現役
- 原型機：C-130A-H/C-130J

KC-130は、C-130輸送機をベースに開発された空中給油機。ベースとなったC-130のバージョンに応じて、複数のバージョンが存在する。C-130に準じて輸送機としても使用でき、航空自衛隊では空中給油・輸送機と分類している。

## C-130B系列
インドネシア空軍が受領したC-130Bのうち2機は、両翼下に給油ポッドを搭載できるようになっており、KC-130Bと称された。
1957年、アメリカ海軍航空試験センター（NATC）は2機のC-130Aをアメリカ空軍から借用し、独自に開発したホース・ドラム・ユニット（HDU）を収めたプローブアンドドローグ方式の給油ポッドを搭載して、海軍・海兵隊航空機への空中給油実験を行った。この成果を踏まえ、C-130Bをベースとして海兵隊向けの空中給油機が開発されることになり、最初の量産型は1960年1月22日に初飛行した。この時期、海軍も艦隊兵站支援飛行隊（VR）向けの輸送機としてC-130BをベースとしたGV-1を調達しており、海兵隊向け空中給油機も同じ名前で呼ばれていたが、1962年の命名法改正に伴う命名変更に伴って、海軍向けの輸送機はC-130F、そして海兵隊向けの空中給油機はKC-130Fと称されるようになった。
KC-130Fの給油システムは、KC-130Bのものがおおむね踏襲されていた。輸送機と空中給油機を兼用できるように設計されており、空中給油機として使用する際には機内に1,800ガロン（6,814リットル）の追加燃料タンク2基を設置できる。1,600キロ（868海里）を547キロメートル毎時（295ノット）で巡航しつつ、31,000ポンド（14,060 kg）の燃料を給油することができた。主翼下に装着するポッド（サージャントフレッチャー48-000）には燃料の収容スペースはないかわり、長さ91フィート（27.74 m）のホースを収容しており、また受油機から見やすい位置には送油の状態を示す3色のステータスライトが設置された。
ベトナム戦争中、海兵隊航空団は地上基地からの運用を行っていたが、A-4攻撃機が最大ペイロードで離陸できないという問題に対して、燃料をやや減らした状態で離陸した上で、離陸後にKC-130Fからの空中給油によって補うという運用を行っていた。また同戦争を通じて戦闘捜索救難（CSAR）用ヘリコプターの航続距離延伸の必要性を痛感した空軍は、海兵隊のKC-130Fを借用してヘリコプターに対する空中給油の研究に着手し、CH-3Eヘリコプターにダミーのプローブを仮設して、1965年12月17日には初の空中給油試験を成功させた。
KC-130Fは空母航空団の艦上輸送機 (COD) としても検討されており、1963年10月には空母「フォレスタル」艦上で実機を用いた運用試験が行われた。この試験では、カタパルトやアレスティング・ギアを使わずに発着艦を成功させており、重量25,000ポンド（11,340 kg）で航続距離2,500海里のCOD機として運用できると評価された一方、飛行甲板上にあるときには他の航空機の発着艦が一切行えない上に格納庫にも収容できないという問題があり、採用には至らなかった。

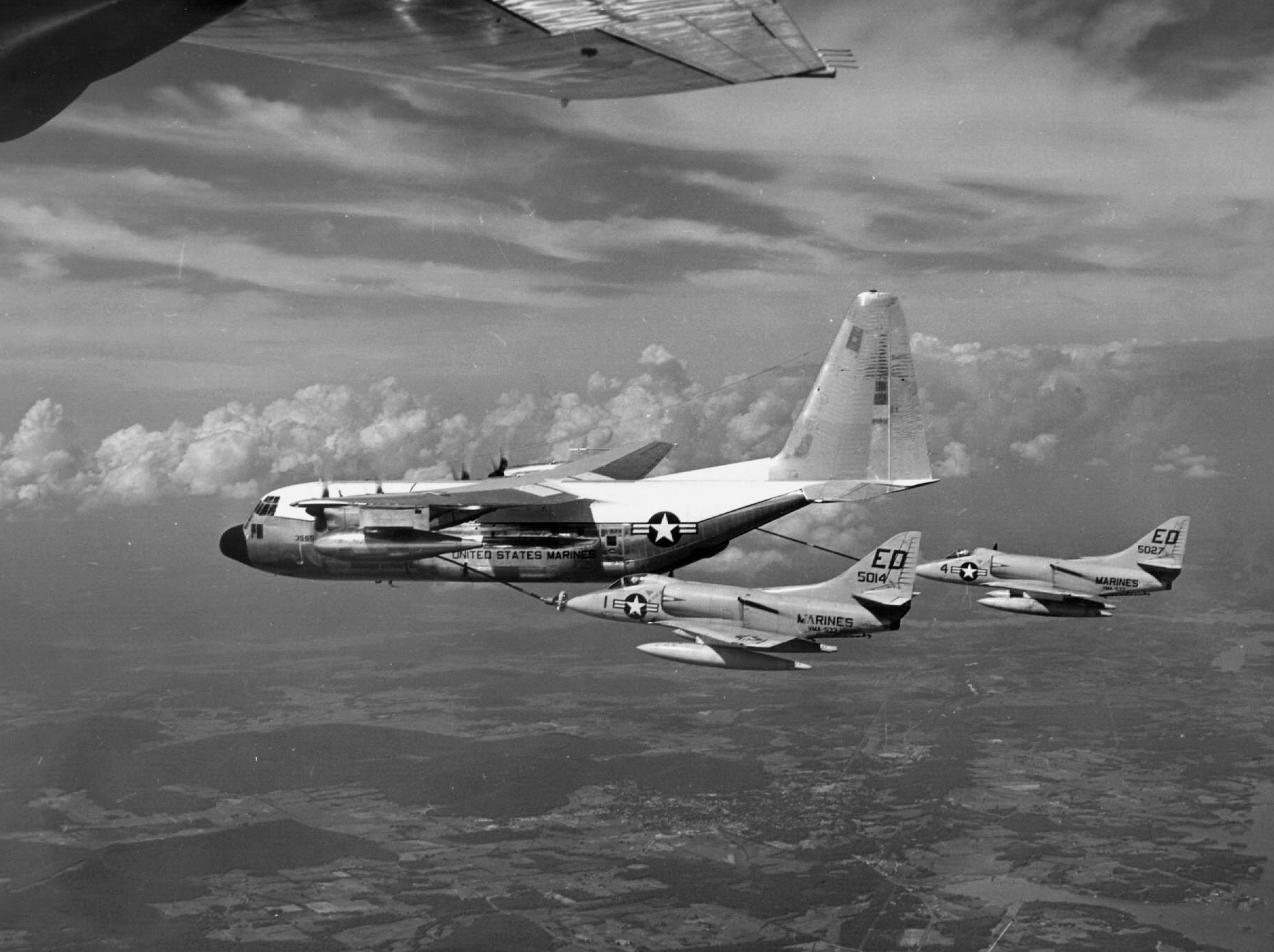
A4D-2N（A-4C）攻撃機に給油するGV-1（KC-130F）
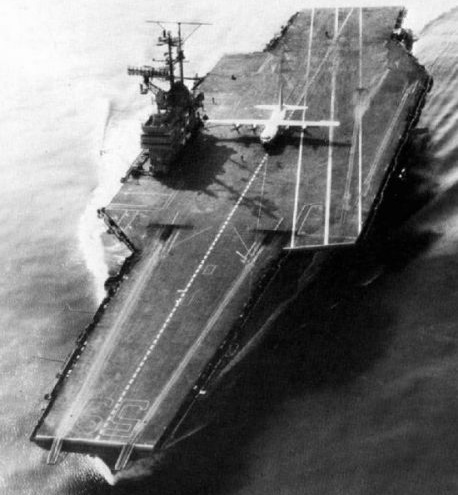
「フォレスタル」艦上での運用試験

## C-130H系列

### KC-130H
C-130Hは、新たな海外顧客に向けたC-130Eの発展型として開発されたという経緯もあり、その空中給油機仕様であるKC-130Hも輸出専用として開発されており、アルゼンチン空軍（2機）、ブラジル空軍（2機）、イスラエル航空宇宙軍（4機）、モロッコ空軍（3機）、サウジアラビア空軍（4機）、シンガポール空軍（2機）、スペイン空軍（5機）に配備されている。ただしアメリカ軍でも、広大な北極海・太平洋での捜索救難を担うアラスカ空軍州兵向けに、KC-130Hとほぼ同仕様のHC-130H(N)が配備され、ヘリコプターへの給油に用いられている。また航空自衛隊でも、2005年頃よりUH-60J救難ヘリコプターに空中受油能力が付与されることになったのに伴って、C-130H輸送機の一部をKC-130H仕様に改修することになった。
これは主翼下に給油ポッド、カーゴベイ内に追加燃料タンク用の配線・配管、コクピットにこれらを制御・監視する機器を追加するものである。給油ポッドとしては、アメリカ海兵隊機ではサージャントフレッチャー製の装置が使用されていたのに対し、空自はその親会社製のコブハム900Eをボーイングで改修したMk.32Bが用いられており、プローブ接続は速度0.6メートル毎秒から、分離は1.2メートル毎秒までの広範囲で可能である。燃料の転送圧力は最大120 psi (830 kPa)まで対応できるが、空自の場合、UH-60J側のシステムの都合から、最大55 psi (380 kPa)に設定されている。またドローグも、アメリカ海兵隊機ではジェット機用の高速用ドローグとヘリコプター用の低速用ドローグを使い分けているのに対し、空自では、米空軍のMC-130Hと同様、速度域が広く汎用性が高い可変抵抗ドローグ（VDD）を採用した。ドローグを安定させるための最低速度は105ノット、逆に上限は180ノットである。貨物室内には、パレットに固定された1,800ガロン（6,814リットル）のタンク2個を追加搭載できるようになっている。これは脱着可能とされてはいるが、実際には機体の燃料システムとの接続・点検作業の手間がかかるため、空自KC-130Hのように輸送任務を兼任している場合、頻繁な脱着は現実的ではない。

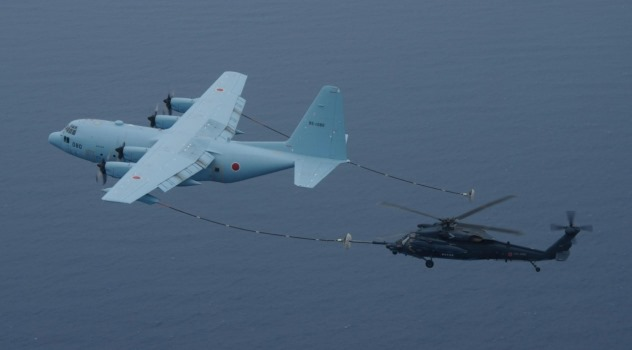
UH-60J救難ヘリコプターに給油する空自KC-130H
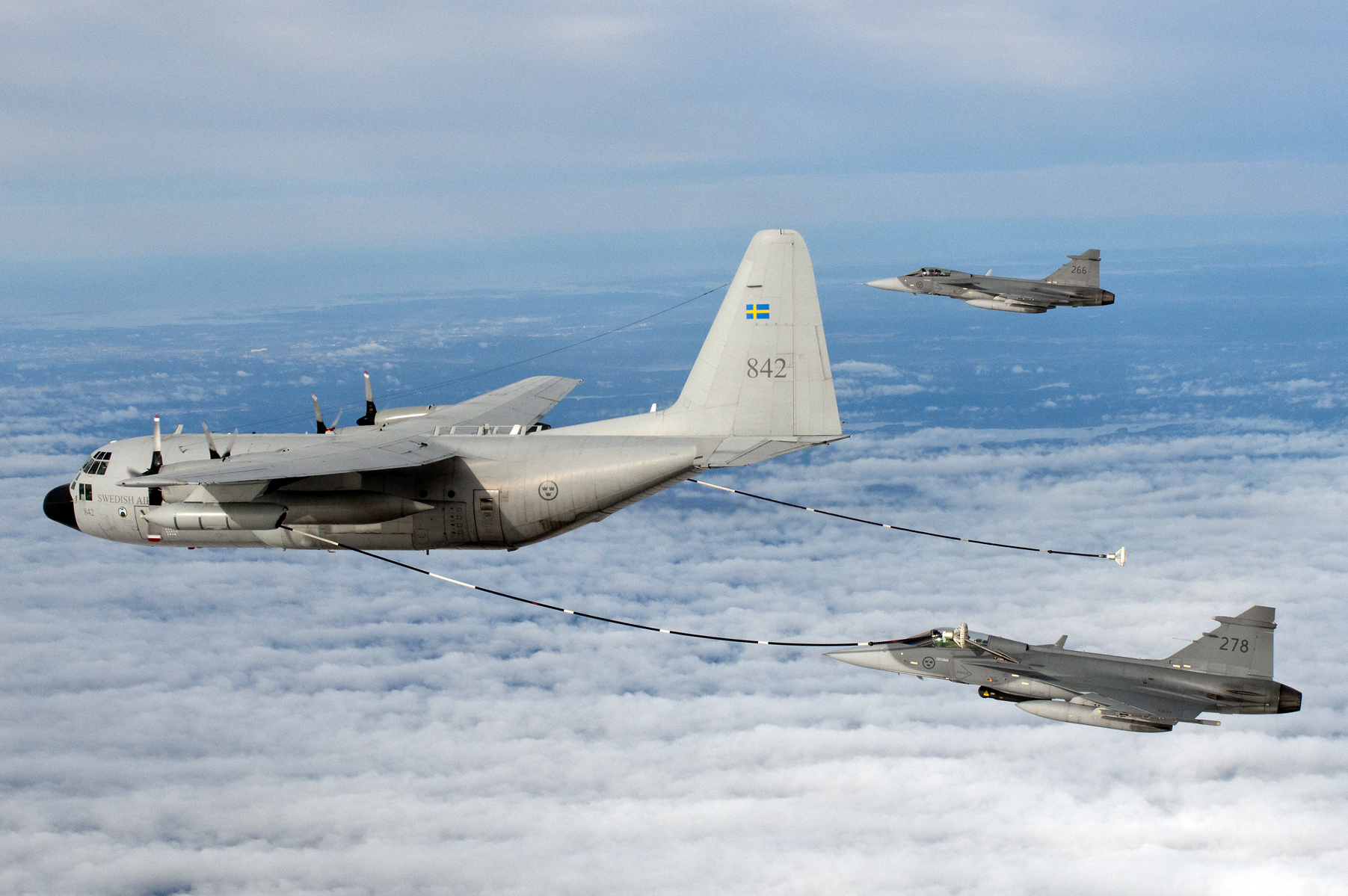
グリペン戦闘機に給油するスウェーデン空軍TP 84[注 3]

### KC-130R
C-130Hをベースとして、アメリカ海兵隊向けの空中給油機として、計14機が製造されたのがKC-130Rであった。
エンジンはT56-A-16を採用した。追加燃料タンクとしては、KC-130Fと同じく貨物室内に計3,600ガロン（13,627リットル）の脱着式タンクを搭載できるほか、本モデルでは、主翼下にも2,720ガロン（10,296リットル）のタンクを設置できるようになった。

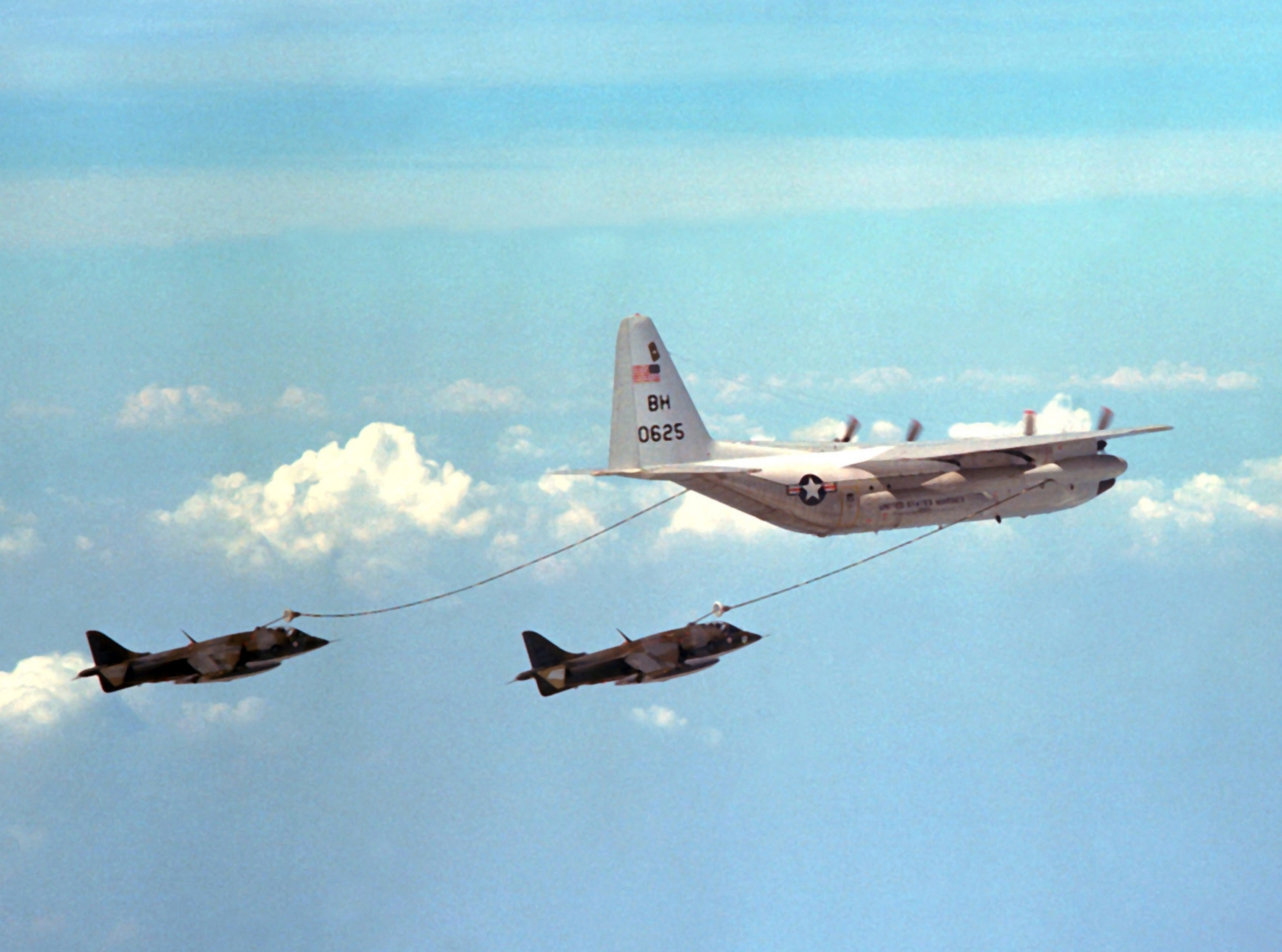
AV-8A攻撃機に給油するKC-130R
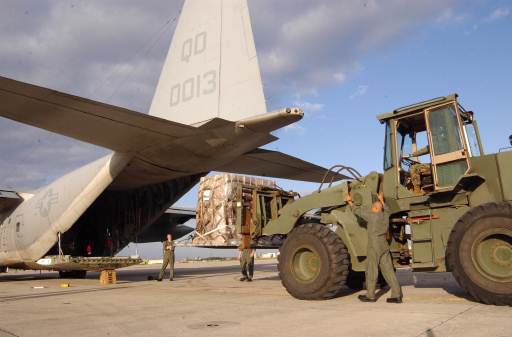
パレット化された貨物を搭載するKC-130R

### KC-130T
KC-130Rに続く海兵隊向けの空中給油機として、計20機が製造されたのがKC-130Tである。KC-130Rと同じく機体フレームはC-130Hをベースとしているが、エンジンはT56-A-423を搭載した。給油システムはKC-130Rのものが踏襲されたが、アビオニクスは一部で更新されており、レーダーはソリッドステート式のAN/APS-133に変更されたほか、自動操縦装置や慣性航法装置、オメガ航法装置、戦術航法装置（TACAN）なども更新されている。
またKC-130Tをもとに、C-130H-30と同様の胴体延長措置を施したのがKC-130T-30で、こちらは2機が新造された。胴体の延長に伴い、機内に追加の燃料を搭載できるようになり、各種重量が増加したことから、関連する部位の構造強化などが図られている。

## C-130J系列

### KC-130J
C-130系列の新世代機にあたるC-130Jをベースとした空中給油機仕様がKC-130Jである。最大離陸重量は通常のC-130Jと同じ164,000ポンド（約74,389 kg）だが、最大で47,903ポンド（約21,728 kg）の給油用燃料を搭載できる。
アメリカ海兵隊はKC-130F/R/Tの後継機として導入しており、初号機は2000年6月9日に初飛行した。海兵隊では、従来のKC-130と同様の空中給油・輸送に加えて、情報・監視・偵察 (ISR) および対地攻撃にも投入することを構想し、このためのシステムとしてハーベスト・ホーク（Harvest HAWK）を開発した。同システム搭載機では給油ポッド先端下面にAH-1Z攻撃ヘリコプターと同じAN/AAQ-30目標指示装置（TSS）を設置するとともに、主翼外側にヘルファイア空対地ミサイルのためのハードポイント（両舷に1か所ずつ、それぞれ4発搭載可能）を設置した。更にグリフィン空対地ミサイルの運用能力も付与されており、運用試験時および初期生産型では後部胴体側面の扉に設けた発射筒から投下する方式とされていたが、後には貨物扉に取り付ける10連装ラックも用いられるようになった。機内にはこれらのセンサや兵器システムを運用するための操作コンソールが備えられている。

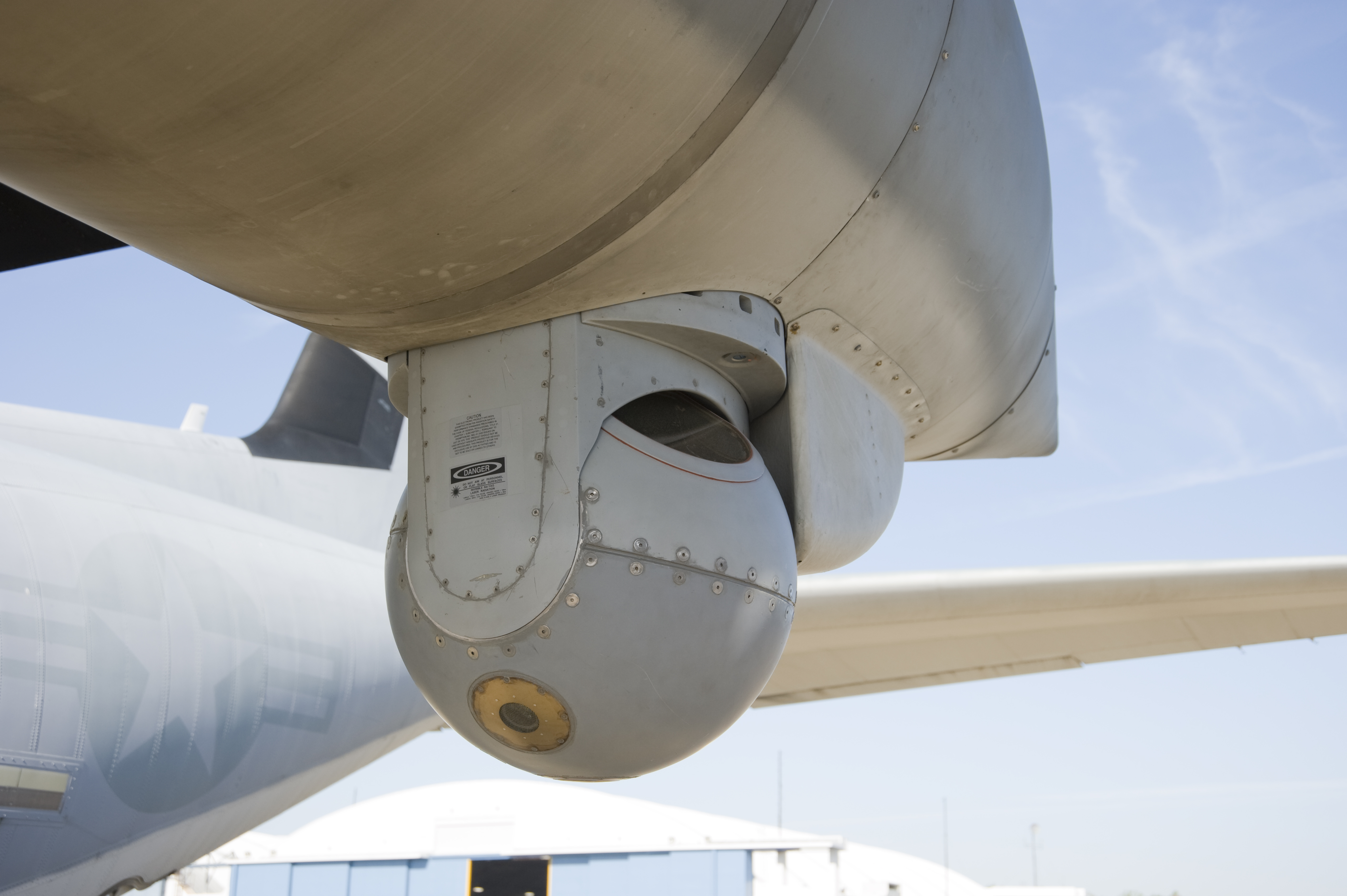
AN/AAQ-30目標指示装置（TSS）
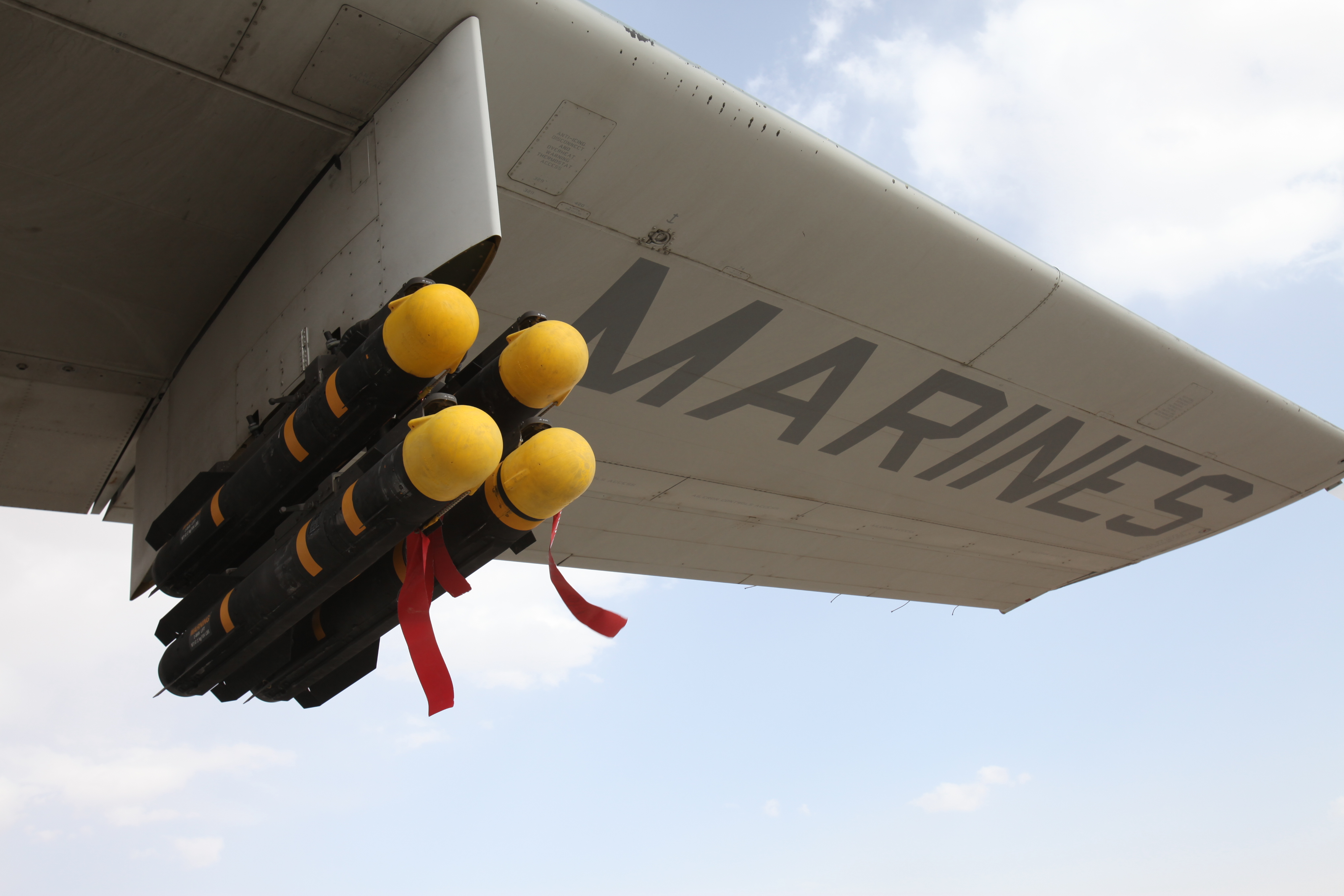
ハーベスト・ホーク機のヘルファイア
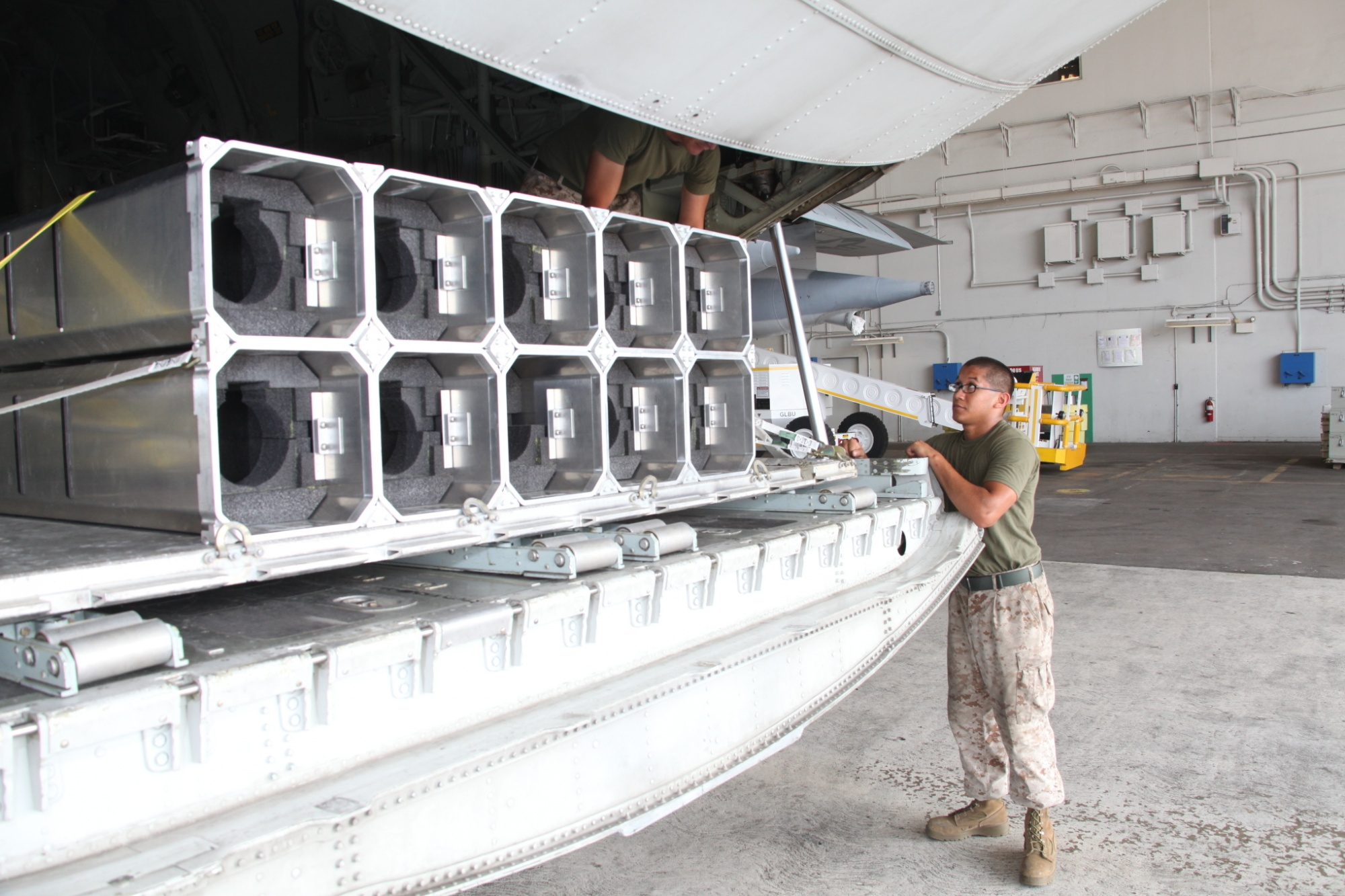
グリフィンの10連装ラック

## 運用国

### 現用
- アルゼンチン - アルゼンチン空軍がKC-130H 2機を導入[3]。
- ブラジル - ブラジル空軍がKC-130H 2機を導入[3]。
- フランス - フランス航空宇宙軍が2019年と2020年にKC-130Jを各1機導入[8]。2024年時点で2機を保有[9]。
- ドイツ - ドイツ空軍がKC-130Jを3機導入[10]。
- インドネシア - インドネシア空軍がKC-130B 2機を導入[3]。
- イスラエル - イスラエル航空宇宙軍がKC-130H 4機を導入[3]。
- 日本 - 航空自衛隊のC-130H輸送機の一部をKC-130H仕様に改修[6]。
- モロッコ - モロッコ空軍がKC-130H 3機を導入[3]。2024年時点で、2機を保有[11]。
- サウジアラビア - サウジアラビア空軍がKC-130H 4機を導入[3]。
- シンガポール - 2023年時点で、シンガポール空軍が4機のKC-130B、1機のKC-130Hを保有している[12]。
- スペイン - スペイン空軍がKC-130B 5機を導入[3]。
- スウェーデン - スウェーデン空軍のC-130H（TP 84）のうち1機（84002号機）をKC-130H仕様に改修。
- アメリカ合衆国 - アメリカ海兵隊がKC-130F・R、アラスカ空軍州兵（英語版）がHC-130H(N)を導入[3]。